# 排气量

四缸四冲程发动机的一个完整发动机循环周期。发动机排量为图中橙色部分。

排气量（英語：engine displacement）是指内燃式发动机在一次完整发动机循环中吸入的空气和燃气混和气的总体积，通常用立方厘米（cc）或者公升（l），使用英制的美國亦會使用立方英寸（CID、或者）作為單位。发动机排量并不是发动机燃烧腔的全部体积。
在許多國家，對於使用內燃發動機的機動車輛，以其排氣量做為課稅金額的主要依據。

## 定义
发动机排量由气缸孔径、发动机气缸冲程和气缸数目决定。气缸孔径是指气缸体内量出的圆柱形腔的直径。 
{\displaystyle {\mbox{displacement}}={\pi  \over 4}\times {\mbox{bore}}^{2}\times {\mbox{stroke}}\times {\mbox{number of cylinders}}}
displacement: 排量
bore: 气缸孔径
stroke: 冲程
number of cylinders: 气缸数目
例：若气缸孔径为10 cm，发动机冲程距离为5 cm，并且发动机为四缸发动机，则计算式如下：
3.1416/4 * 102 * 5 * 4 = 1570 cm3 ≈ 1.57 liters

## 汽车产品型号编制
在汽车工业当中，发动机排量经常被汽车制造厂商编入汽车产品型号或引擎型號名称当中。例如,日产天籁350JM就是一辆发动机排量为3498cc的汽车，使用型號為VQ35DE的引擎。摩托车通常会简化标识，但是这会引起误导。例如，BMW 335i只有3.0升（涡轮增压）发动机。凌志混合动力轿车会标注一个高于其发动机排量的型号，这是为了将其附属动力装置所带来的动力也计算进去。（例如：2010款凌志RX450h发动机排量为3.5L，而其混合动力轿车LS600h发动机排量为5.0L)